# Louise Gauthier
Œuvres principales
- Le Pacte des elfes-sphinx
- Le Schisme des mages
- Tricheurs d'élite

Louise Gauthier, née le 26 janvier 1957 à Trois-Rivières dans la province de Québec, est une auteure québécoise des littératures de l’imaginaire. Ses romans s’adressent à un public d’adultes et de jeunes adultes.

## Biographie

### Études
En 1977, Louise Gauthier obtient un diplôme d’études collégiales en lettres françaises du Cégep de Trois-Rivières. Elle entreprend ensuite un baccalauréat en linguistique à l’Université du Québec de Trois-Rivières. Au bout d'une année, elle doit abandonner ses études pour entrer sur le marché du travail.

### Vie professionnelle
En 1987, après avoir œuvré pendant plusieurs années dans le domaine bancaire, la vie professionnelle de Louise Gauthier prend un nouveau tournant. Elle retourne aux études et complète une formation de Programmeur analyste au Collège de Maisonneuve de Montréal. Elle  poursuivra sa carrière dans le domaine de l'informatique jusqu'au mois de décembre 2013. Depuis ce temps, elle se consacre à temps plein à l’écriture.

### Écriture
Alors qu’elle travaille encore comme gestionnaire en informatique, Louise Gauthier se remet à l’écriture. En 2001, elle ressort de ses tiroirs le plan d'un récit initialement conçu pour devenir un conte pour enfants. Prenant soudain conscience que l’histoire est trop complexe pour tenir dans ce format, elle décide de la transformer en roman de fantasy pour adultes. Ce qui a commencé comme un passe-temps est devenu la trilogie Le Pacte des elfes-sphinx.
Entre 2009 et 2013, elle publie les quatre tomes d'une nouvelle série de fantasy intitulée Le Schisme des mages.
Entre  2014 et 2020, Louise Gauthier a conçu et rédigé une trilogie de science-fiction qui s'intitule Tricheurs d'élite.

## Affiliation
Louise Gauthier est membre de l'Union des écrivaines et écrivains québécois (UNEQ) depuis 2006.

## Romans

### SérieLe Pacte des elfes-sphinx
1. Mélénor de Gohtes • Roman FY • Boucherville, Les Éditions de Mortagne, 448 pages, 2005 ; réédition Saint-Bruno-de-Montarville, Les Éditions Goélette et Coup d’œil, 304 pages, 2021.
2. L'Héritière des silences • Roman FY • Boucherville, Les Éditions de Mortagne, 639 pages, 2006 ; réédition Saint-Bruno-de-Montarville, Les Éditions Goélette et Coup d’œil, 480 pages, 2021.
3. La Déesse de cristal• Roman FY • Boucherville, Les Éditions de Mortagne, 703 pages, 2007 ; réédition Saint-Bruno-de-Montarville, Les Éditions Goélette et Coup d’œil, 504 pages, 2021.

### SérieLe Schisme des mages
1. Frères de sang • Roman FY • Boucherville, De Mortagne, 492 pages, 2009.
2. Les Âmes sœurs • Roman FY • Boucherville, De Mortagne, 505 pages, 2010.
3. Le Fils déchu • Roman FY • Boucherville, De Mortagne, 523 pages, 2011.
4. La Révolte des elfes • Roman FY • Boucherville, De Mortagne, 548 pages, 2013.

### SérieTricheurs d'élite
1. Génomes • Roman SF • Saint-Bruno-de-Montarville, Les Éditions Goélette et Coup d’œil, 400 pages, 2020.
2. Génies • Roman SF • Saint-Bruno-de-Montarville, Les Éditions Goélette et Coup d’œil, 400 pages, 2021.